# Сан-Томе (город)
Сан-Томе́ (порт. São Tomé) — столица и крупнейший город государства Сан-Томе и Принсипи. Сан-Томе является столицей государства Сан-Томе и Принсипи, столицей провинции Сан-Томе и центром округа Агуа-Гранде.

## Этимология
Назван в честь апостола Фомы (São Tomé).

## История
Необитаемый остров был открыт португальской экспедицией под руководством Перу Эшкобара 21 декабря 1471 год, в день Святого Фомы. В 1493 году Алвару джи Каминья по поручению короля Жуана II начал хозяйственное освоение архипелага и основал Сан-Томе. Первым мужским населением города стали принудительно отправленные из Португалии крещёные евреи, каторжники и беглецы от закона. Женскую половину составили вывезенные из Анголы, Гвинеи и королевства Конго рабыни, в то время как рабы-мужчины трудились на сахарных плантациях в окрестностях.
Экономическое развитие колонии, ненадолго прерванное разрушительными восстаниями рабов в 1530 и 1595 годах, было чрезвычайно успешным — к середине XVI века остров стал одним из ведущих экспортёров сахара в Европу. Заслуги колонистов не прошли незамеченными — уже в 1525 году король Жуан III официально присвоил Сан-Томе статус города, что было огромной честью (большинство колониальных городов добивалось этого сотни лет). В 1534 году папской буллой учреждён диоцез Сан-Томе, в 1575-м в городе был сооружён форт Сан-Себастьян, в котором в настоящее время находится Национальный музей Сан-Томе, а в 1578-м — закончено строительство католического собора.

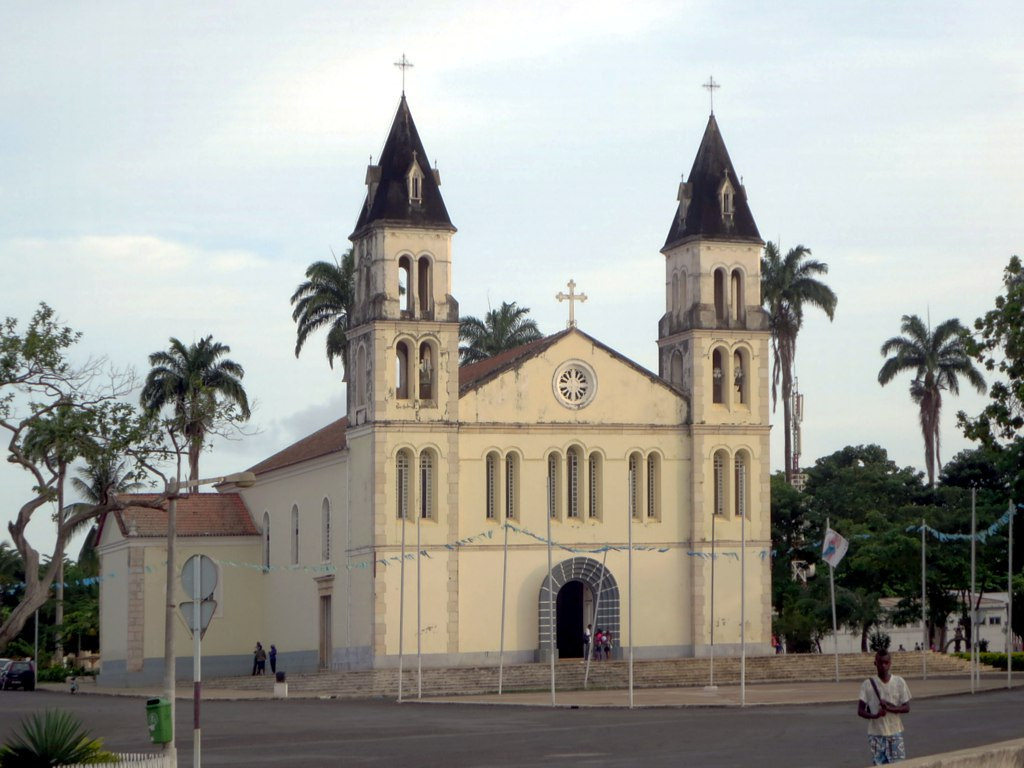
Собор

Развитие сахарных плантаций в Новом Свете поставило под угрозу благополучие колонии — производство сахара на Сан-Томе обходилось дороже, чем в Америке, в результате с второй четверти XVII века начинается экономический спад. Ситуацию частично спасало бурное развитие работорговли, но основные сливки со статуса «вершины треугольника» снимала расположенная северо-западнее Прая, более удобная в качестве перевалочного пункта.
По стечению обстоятельств пираты, бич всех колоний того времени, посещали Сан-Томе куда реже чем его «собрата» Кабо-Верде. Правда, это компенсировалось активностью иностранных держав — в 1599 году и вновь в 1641—1648 годах город находился под властью голландцев, в 1709—1715 годах — французов.
Возрождение высокотоварного плантационного хозяйства произошло в начале XIX века, c переходом к возделыванию двух новых сельхозкультур — кофе и какао.
12 июля 1975 года, с провозглашением независимости Демократической Республики Сан-Томе и Принсипи, Сан-Томе стал столицей нового государства.

## География и климат
Город расположен на северо-востоке острова Сан-Томе, представляющем собой один из древних щитовых вулканов Камерунской линии. В городскую черту также входит остров Кабраш и ещё несколько маленьких необитаемых островков залива Ана-Чавес. Всего в полусотне километров к югу проходит линия экватора.
Сан-Томе находится в зоне тропического климата саванн с длительным сезоном дождей (с октября по май) и коротким сухим сезоном (июнь-сентябрь). Количество осадков — чуть менее 1000 мм в год. Температура в городе относительно постоянная.
| Показатель | Янв. | Фев. | Март | Апр. | Май | Июнь | Июль | Авг. | Сен. | Окт. | Нояб. | Дек. | Год |
| --- | ---- | ---- | ---- | ---- | --- | ---- | ---- | ---- | ---- | ---- | ----- | ---- | --- |
| Абсолютный максимум, °C | 32   | 33   | 33   | 33   | 32  | 31   | 31   | 31   | 32   | 32   | 32    | 32   | 33  |
| Средний суточный максимум, °C | 30   | 30   | 31   | 30   | 29  | 28   | 28   | 28   | 29   | 29   | 29    | 29   | 29  |
| Средний суточный минимум, °C | 23   | 23   | 23   | 23   | 23  | 22   | 21   | 21   | 21   | 22   | 22    | 22   | 22  |
| Абсолютный минимум, °C | 20   | 20   | 20   | 20   | 19  | 19   | 19   | 19   | 19   | 19   | 19    | 19   | 19  |
| Норма осадков, мм | 81   | 107  | 150  | 127  | 135 | 28   | 0    | 0    | 23   | 109  | 117   | 89   | 966 |
| Источник: «Average Conditions Sao Tome, Sao Tome Principe». BBC Weather (англ.). Дата обращения: 31 декабря 2012. Архивировано из оригинала 12 октября 2007 года. |      |      |      |      |     |      |      |      |      |      |       |      |     |

## Население
Более трети всех жителей страны проживают в столице.
| Год                | 1991   | 1997   | 2000   | 2001   | 2003   | 2005   | 2015   |
| Население, жителей | 42 331 | 49 541 | 49 997 | 49 957 | 53 300 | 56 166 | 71 868 |

В целом, социально-экономическую ситуацию в городе можно назвать типичной для постколониальной Африки — быстрый рост численности населения на фоне сильно отстающих от него (а то и деградирующих) экономики и инфраструктуры. Доля горожан моложе 25 лет — около 65 %.
Этнический состав горожан довольно сложен. Выделяют следующие группы:
- креолы (метисы; порт. Mestiço): потомки первых португальских колонистов и африканских рабынь, привезённых на остров из Западной Африки (известны также как filhos da terra — «дети земли»).
- Angolares: потомки рабов из Анголы, переживших кораблекрушение в 1540 году. Сейчас занимаются прежде всего рыболовством.
- Форруш (Forros): потомки рабов, освобождённых в результате отмены рабства.
- Serviçais: рабочие из Анголы, Мозамбика и Кабо-Верде, временно работающие на островах по контракту.
- Tongas: дети рабочих-контрактников, рождённые на островах.
- Европейцы (прежде всего, португальцы).

Религия: примерно три четвёртых — католики, около десяти процентов — прочие христиане (в том числе Свидетели Иеговы — два процента), оставшиеся — другие религии или неверующие.
Официальным языком города и страны является португальский, но в быту подавляющее большинство горожан разговаривает на форру.

## Экономика и транспорт
Основой экономики являются госсектор и сфера услуг, имеется кустарная промышленность (переработка рыбы и сельхозпродукции), ведётся довольно активное строительство. Через городской порт проходит практически весь экспорт страны — какао-бобы (80 % экспорта), кофе, морепродукты, копра, пальмовое масло. Свыше половины населения перебиваются случайными заработками.
С конца 1990-х правительство и общество страны надеются на скорый приход благосостояния за счёт разработки нефтяных месторождений в бассейне дельты Нигера, заключены соответствующие соглашения с Нигерией о разделе прибыли (40 % Сан-Томе, 60 % — Нигерия), но ни один проект пока не дошёл до коммерческой стадии.
К северу от города расположен Международный аэропорт Сан-Томе и Принсипи (IATA: TMS, ICAO: FPST), откуда выполняются регулярные рейсы в Лиссабон, Луанду, Аккру, Либревиль и на соседний остров Принсипи. Раз в неделю из города в Кабо-Верде ходит паром. Сан-Томе является основным узлом дорожной сети острова, автобусные маршруты связывают его с другими поселениями.

## Достопримечательности, культура и фотографии
Достопримечательностями города являются президентский дворец, собор и кинотеатр. Также в нём расположены различные школы, лицеи, Университет Сан-Томе и Принсипи (главный кампус), два рынка, три радиостанции. В городе вещает некоммерческая телевизионная станция TVSP, работают клиники и больницы, имеется несколько площадей.

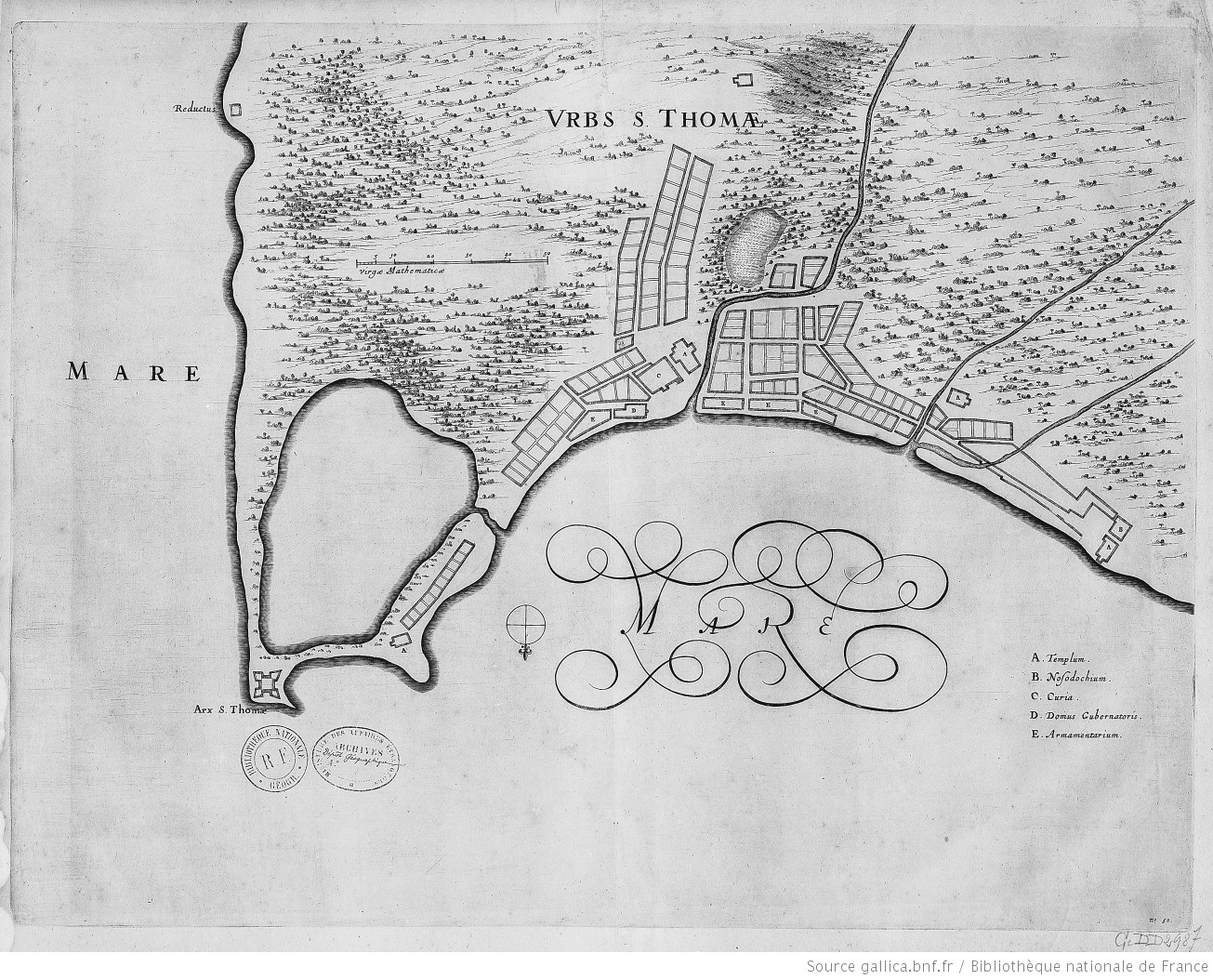
Карта Сан-Томе 1647 года
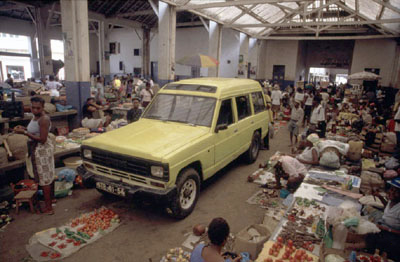
Рынок в Сан-Томе
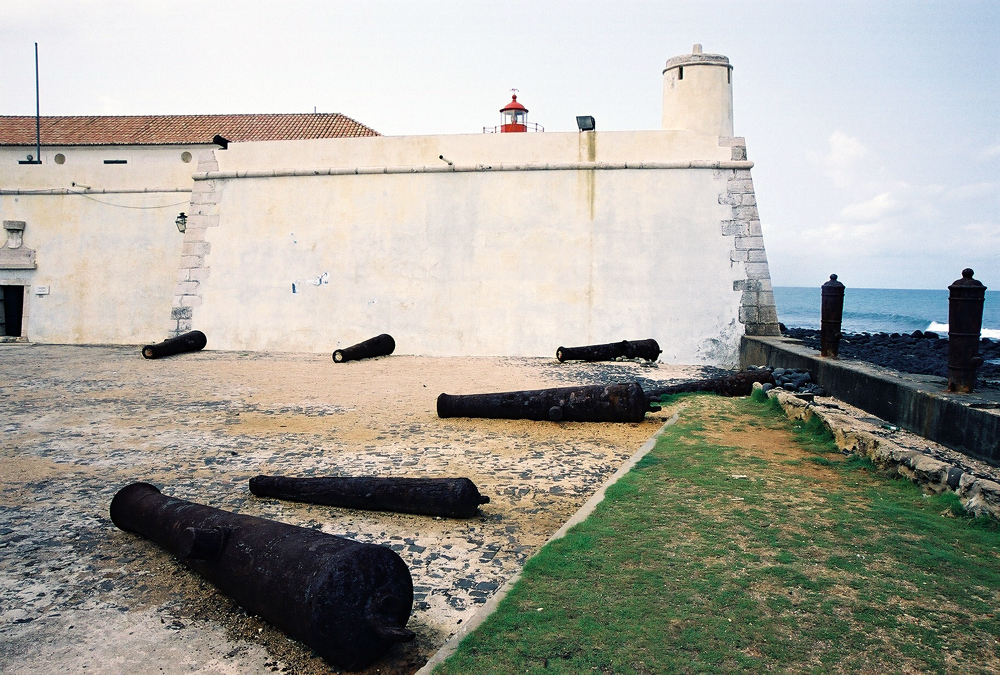
Форт Сан-Себастьян
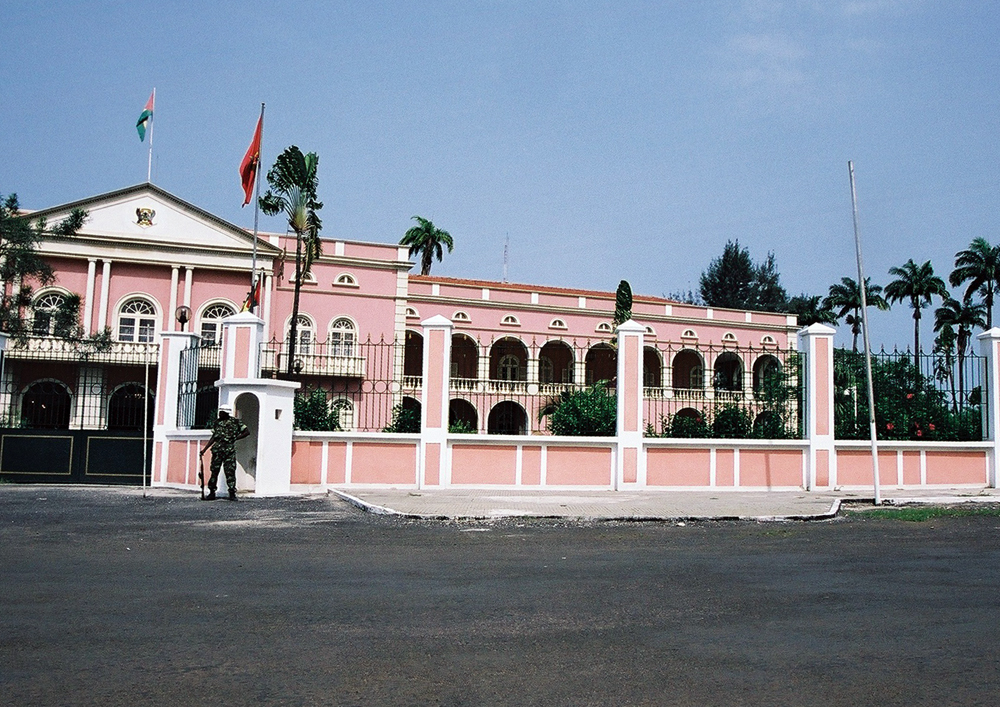
Президентский дворец (бывшая резиденция губернатора)
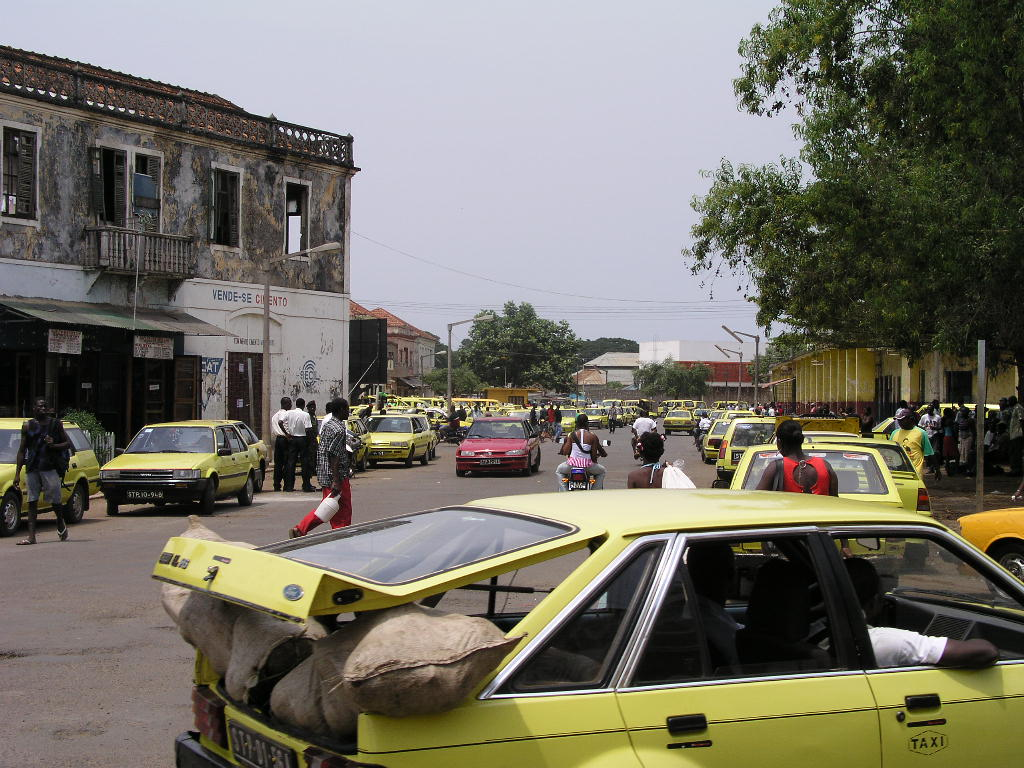
Городской рынок
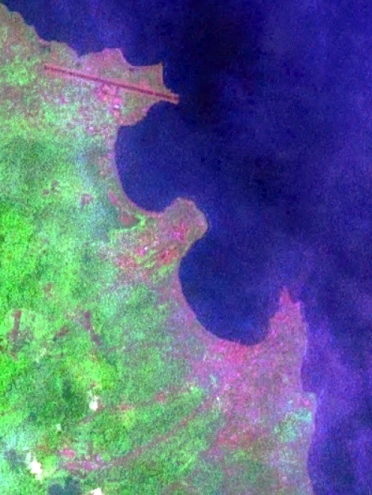
Фото города из космоса